# لويز أربور
لويز أربور هي محامية ودبلوماسية وقاضية كندية، ولدت في 10 فبراير 1947 في مونتريال في كندا.

## وصلات خارجية
- لويز أربور على موقع الموسوعة البريطانية (الإنجليزية)
- لويز أربور على موقع مونزينجر (الألمانية)